# 加里区
加里区（羅馬化：Garinskiy rayon）是俄罗斯斯维尔德洛夫斯克州的一个区，面积16,770平方（6,470平方英里）。其行政中心为市级镇加里。该区2021年人口有3,760人；2010年人口4,904；2002年人口7,832；1989年人口9,381。